# São Miguel do Gostoso
São Miguel do Gostoso est une municipalité brésilienne située dans l'État du Rio Grande do Norte.